# Svenska Litteratursällskapet
Ej att förväxla med Svenska litteratursällskapet i Finland som delar ut Svenska litteratursällskapets pris.
Svenska Litteratursällskapet, vilket grundades den 21 januari 1880 av bland andra Henrik Schück, har som syfte att verka för att stödja litteraturvetenskaplig forskning. Verksamheten består i att ge ut en skriftserie med såväl forskning som källtexter som på olika sätt berör svensk och nordisk litteratur samt att samla och offentliggöra bidrag till svensk bibliografi och litteraturvetenskap. Sällskapet ger även ut årsboken Samlaren, vilken är Sveriges äldsta litteraturtidskrift.